# Leptotyphlops emini
Leptotyphlops emini — вид змій родини струнких сліпунів (Leptotyphlopidae). Мешкає в регіоні Африканських Великих озер.

## Поширення і екологія
Leptotyphlops emini мешкають в Південному Судані, Уганді, Демократичній Республці Конго, Кенії, Танзанії і Замбії. Вони живуть в акацієвих саванах, серед чагарників і вторинних луків. Зустрічаються на висоті від 650 до 1370 м над рівнем моря. Ведуть риючий спосіб життя. Відкладають яйця.